# دم‌فلزی گلوبنفش
دم‌فلزی گلوبنفش (نام علمی: Metallura baroni)، که به‌طور محلی metalura gorjivioleta نامیده می‌شود، یک گونه در معرض خطر انقراض مرغ مگس در تبار خورشیدفرشته‌تباران (Lesbiini) از زیرتیرهٔ خورشیدیان (Lesbiinae) و بومی اکوادور است.